# Prodoretus dilatatus
Prodoretus dilatatus är en skalbaggsart som beskrevs av Benderitter 1928. Prodoretus dilatatus ingår i släktet Prodoretus och familjen Rutelidae. Inga underarter finns listade i Catalogue of Life.